# گئورگ کپلر
گئورگ کپلر (به آلمانی: Georg Keppler) (زاده ۷ می ۱۸۹۴ – مرگ ۱۶ ژوئن ۱۹۶۶) یک ژنرال آلمانی در دوره رایش سوم و از ۱۸ ژوئیه ۱۹۴۱ تا ۱۹ سپتامبر ۱۹۴۱ فرمانده لشکر سوم زرهی اس‌اس ، از ۱۹ آوریل ۱۹۴۲ تا ۱۰ فوریه ۱۹۴۳ فرمانده لشکر دوم زرهی اس‌اس و از ۲۱ سپتامبر ۱۹۴۱ تا اکتبر ۱۹۴۱ فرمانده لشکر ششم کوهستانی اس‌اس بود. 